# عنقود الأسد المجري الهائل
عنقود الأسد المجري الهائل هو عنقود مجري هائل في سماء نصف الكرة الأرضية يمتد عبر كوكبة الدب الأكبر والأسد على بعد يقدر بحوالي 440 مليون سنة ضوئية ويغطي مساحة قدرها 130 مليون فرسخ فلكي طولا و60 مليون فرسخ فلكي عرضا. ويتراوح الانزياح نحو الأحمر للعناقيد المجرية الأعضاء من 0.032 إلى 0.043.عنقود الأسد المجري الهائل عنقود خافت وبصعوبة يمكن رصدة من بين كل المجرات المتواجدة أمامه وألمع عنقود في النظام هو أبيل 1185.

## قائمة عناقيد أيبل
ربما يكون العنقود الأغنى في عنقود الأسد المجري الهائل هو عنقود A1185. معظم العناقيد الأخرى هي مجموعات فقيرة نوعا ما مع وفرة من الفئة- 0.وهنا قائمة غير مكتملة لبعض العناقيد الرئيسية الموجودة في عنقود الأسد المجري الهائل.
| رقم فهرس ACO | الإنزياح | المطلع (J2000) | الميل (J2000) | الوفرة | البعد س.ض |
| ------------ | -------- | -------------- | ------------- | ------ | --------- |
| 999          | 0311     | 10سا 23د 4ث    | 51° 12′       | 0      | 430       |
| 1016         | 0310     | 10سا 27د 0ث    | 59° 10′       | 0      | 425       |
| 1142         | 0365     | 11سا 00د 9ث    | 33° 10′       | 0      | 437       |
| 1177         | 0304     | 11سا 09د 5ث    | 42° 21′       | 0      | 420       |
| 1185         | 0313     | 11سا 10د 31.4ث | +28° 43′ 39″  | 1      | 430       |
| 1228         | .0340    | 11سا 21د 5ث    | 20° +34′      | 1      | 465       |
| 1257         | .0332    | 11سا 26د 1ث    | 19° +35′      | 0      | 455       |
| 1267         | .0317    | 11سا 27د 9ث    | 51° +26′      | 0      | 435       |
| 1314         | .0323    | 11سا 34د 8ث    | 02° +49′      | 0      | 455       |

## وصلات خارجية
- عنقود الأسد المجري الهائل على موقع ويكي سكاي: DSS2, SDSS, GALEX, IRAS, Hydrogen α, X-Ray, Astrophoto, Sky Map, Articles and images